# Zuleyma Cirimele
Zuleyma Cirimele (26 de mayo de 1967) es una jugadora de sóftbol venezolana. Compitió en el torneo femenino en los Juegos Olímpicos de Pekín 2008.